# En légitime défense
Pour plus de détails, voir Fiche technique et Distribution.
En légitime défense est un film français réalisé par André Berthomieu, sorti en 1958.
Le film se déroule à la fin des années 1950, époque du tournage. La trame du scénario se base uniquement sur une affaire d'extorsion de fonds et de racket à l'encontre d'un patron de bar parisien, délit courant à cette époque et généralement dénommé sous le nom de "protection" par leurs auteurs et même quelquefois par leurs victimes.

## Synopsis
Honnête et simple, Pierre Lambert dit « Pierrot » est le patron d'un café situé dans un quartier chaud de Paris (le nom de Pigalle sera cité au moins une fois). Sa compagne Dora chante dans un cabaret du quartier et dénommé la Nouvelle Eve.
Ils bénéficient, tous les deux, des visites fréquentes de l'inspecteur Gustave Martinet qui vient de temps en temps dans le café, boire le verre de l'amitié. Martinet a de bonnes raisons de garder un fort lien d'amitié avec Pierre Lambert car celui-ci lui a sauvé la vie durant l'Occupation. Pierrot est d'ailleurs le parrain de son fils.
Pierrot est cependant persécuté par la pègre : Albert Rinchot dit « Albert le Caïd », par l'intermédiaire de son homme de main, Robert Borel, dit « P'tit Bob », lui demande régulièrement de l'argent en liquide afin de lui offrir sa "protection"... L'inspecteur Martinet a des doutes mais Pierrot ne lui dit rien.
Albert le caïd devient gourmand et décide d'augmenter le tarif. Pierrot, outré de ce racket permanent décide de se révolter. Alors qu'Albert, accompagné de P'tit Bob et un autre comparse dénommé Dédé, viennent semer la zizanie dans le bar de Pierrot et embêter les clientes, une bagarre éclate. Albert se retrouve allongé sur le sol, tué par une balle tirée par Pierrot. Celui-ci profite de l'affolement général pour s'enfuir à la campagne, à Meudon-la-Forêt, chez la mère de Dora.
Sur les conseils de l'inspecteur qui a réussi à convaincre Dora, celle-ci rend visite à son compagnon pour le convaincre de se rendre. Celui-ci s'aperçoit qu'elle a été suivie et part dans les bois, convaincu que la police a suivi Dora. Mais il se trompe, il s'agit de P'tit Bob, en compagnie de Dédé qui cherchent, eux aussi à le retrouver pour venger la mort d'Albert. Alerté par l'aboiement d'un chien, il se lance à la poursuite de Pierrot qui finit par les distancer dans les bois de Meudon puis de gagner une gare et monter dans un train sur le départ. Pierrot décide alors de se rendre jusqu'au domicile de son ami, l'inspecteur Martinet, pour lui expliquer sa situation. Gustave Martinet décide de l'accompagner à la police afin qu'il se constitue prisonnier et puisse bénéficier d'un procès aux assises en bonne et due forme. La Presse s'en fait écho et P'tit Bob, informé, ne change pas d'avis pour autant et veut, tout de même, venger son ancien boss.
Après huit mois de détention préventive, le procès d'Albert commence. Dora (dont on s'aperçoit qu'elle se dénomme en fait Adrienne) est le premier témoin et explique que Pierrot était bien menacé et qu'il a agi en état de légitime défense, mais elle est sa compagne, son témoignage ne vaut donc pas grand chose. L'avocat général tente d'ailleurs de convaincre les jurés que Pierre Lambert n'a fait que se débarrasser d'une sorte de comparse et qu'il s'agit, en fait, d'un règlement de comptes. Le barman et les clients du bar témoignent à leur tour, mais ils restent flous et cela ne change pas grand chose au déroulement du procès. Puis, c'est au tour de l'inspecteur Gustave Martinet qui explique qu'Albert Rinchot bien était un gangster et non une victime et que Pierrot lui est bien une vraie victime qui n'a pas voulu se laisser rançonner par ce caïd du milieu parisien. Cependant, interrogé sur ce sujet, Pierrot refuse de reconnaître le chantage devant l'étonnement de l'inspecteur qui pense qu'il veut jouer à l'homme d'honneur. L'avocat de Pierre Lambert ne comprend pas, non plus, l'attitude de son client. Est ce vraiment une question d'honneur?
Le ministère public a décidé de faire comparaître Robert Borel, l'homme de main d'Albert, le président du tribunal ayant accepté, la séance est suspendue quelques instants, le temps de faire venir P'tit Bob (car c'est bien lui) qui témoigne curieusement en faveur de Pierrot. Il affirme devant les jurés que le patron du bar n'a fait que se défendre face à un homme qui le menaçait de son arme pour le rançonner. L'inspecteur Martinet, la presse et le public sont très étonnés de ce retournement de situation car, après un rapide délibéré, le jury accorde finalement l'acquittement à Pierre Lambert. Cependant le policier, ami du patron de bar qui doit être libéré dans l'heure, n'est pas dupe et prévient P'tit Bob que rien ne doit arriver à Pierrot, sinon il aura affaire à lui.
La vie semble reprendre son cours et Dora retourne au cabaret de la Nouvelle Ève où Pierrot vient lui rendre visite durant son spectacle en compagnie de l'inspecteur. Cependant, P'tit Bob et Dédé sont également là dans la salle et décident de les inviter à leur table. À peine sont ils assis qu'un serveur du cabaret vient déclarer à Pierrot qu'on le demande au téléphone. Celui-ci prend la communication et reçoit des menaces de la part d'un homme qui se déclare « l'exécuteur testamentaire » d'Albert le caïd et le menace de mort, mais il ne s'agit visiblement pas de Bob et de Dédé qui sont toujours en compagnie du policier dans la salle. Quelques minutes plus tard, à peine sorti du cabaret, Pierrot découvre un mot posé sur le pare-brise de sa voiture, il s'agit d'une nouvelle menace de mort. L'inspecteur lui conseille de quitter la ville mais Pierrot n'est pas décidé.
Le lendemain matin, alors qu'il vient juste de se lever et s'apprête à aller se laver, un coup de feu retentit et une balle vient se ficher dans la glace de salle de bain, juste au-dessus du lavabo. Pierrot appelle alors l'inspecteur par téléphone qui décide de l'accueillir chez lui avant de lui proposer de se "mettre au vert" en essayant de lui fournir des faux papiers pour que son ami ne soit pas repéré par la pègre dans son déménagement. Cependant, Dédé et P'tit Bob suivent l'inspecteur, puis après son passage au bar de Pierrot, ils décident de surveiller le barman et s'aperçoivent que celui-ci s'adresse à un fabricant de faux-papiers et lui remet une photo. Ils comprennent immédiatement ce qui se trame et rendent visite à ce faussaire afin de vérifier leurs soupçons : Pierrot veut se "faire la malle".
Le même soir, un homme qui se présente comme un policier, collègue de l'inspecteur Martinet, s'adresse au fils de celui-ci alors qu'il revient de l'école. Il lui demande d'un ton assuré d'informer Pierrot que l'inspecteur lui donne rendez-vous dans une demi-heure au garage Crochart, impasse du Curé, pour lui remettre ses faux-papiers. Le petit fait immédiatement la commission et Pierrot part à ce rendez-vous qui ressemble manifestement à un guet-apens. Quelques instants plus tard, l'inspecteur arrive chez lui, sa femme et son fils l'informent alors de ce rendez-vous et l'inspecteur repart immédiatement pour porter secours à Pierrot qui effectivement est train de se faire lyncher par les gangsters dans le garage. Il s'ensuit une fusillade nourrie et une poursuite dans la rampe hélicoïdale du garage qui sera fatale à P'tit Bob. Dédé est également éliminé et toute la bande mise sous les verrous. Pierrot est sauvé.

## Fiche technique
- Titre : En légitime défense
- Réalisation : André Berthomieu, assisté de Pierre Granier-Deferre
- Scénario : André Berthomieu (scénario original) et Frédéric Dard (dialogue)
- Décors : Raymond Nègre assisté d'Henri Sonois et d'Olivier Girard
- Photographie : Walter Wottitz
- Montage : Gilbert Natot
- Son :  Raymond Gauguier
- Musique : Paul Bonneau
  - Chanson interprétée par : Annie Fratellini
- Producteurs : Paul Wagner, René Modiano, Gustave Jif, Maurice Lehmann
- Production : Films Paul Wagner, Films René Modiano, Les Films Fernand Rivers, Royalty Films
- Directeur de production : Irénée Leriche
- Distribution : Les Films Fernand Rivers
- Tournage : du 13 janvier 1958 au 22 février 1958 en extérieurs à Pigalle (Paris 9e)
- Pays :  France
- Procédé : Noir et blanc / 35mm (positif et négatif) / Son monophonique
- Genre : Drame
- Durée : 98 minutes / Métrage : 2599,20 mètres
- Date de sortie :
  - France -  11 juin 1958

## Distribution
- Bernard Blier : l'inspecteur Gustave Martinet
- Pierre Mondy : "P'tit Bob" le lieutenant d'Albert le Caïd
- Philippe Nicaud : Pierre Lambert alias "Pierrot" patron de "l'Ami Pierrot"
- Maria Mauban : Adrienne alias "Dora" l'amie de Pierrot
- Jacqueline Cartier : Madame Martinet
- Gisèle Robert : Marcelle, une prostituée
- Robert Dalban : Albert dit "Bébert le Caïd"
- Daniel Cauchy : Dédé, homme de main de Bébert
- Rosy Varte : Marguerite Clitopoulos, une prostituée
- Jean Lara : l'avocat de Pierrot
- François Darbon : l'avocat général
- Jean Lefebvre : Georges, le barman de "l'Ami Pierrot"
- Monique Tanguy : Ginette, amie et collègue de Dora
- Paul Bonifas : le président de la Cour
- Léonce Corne : Baudin, l'imprimeur
- Mona Dol : La mère de Dora
- Georges Hubert : le commissaire de police
- Tania Florey : une danseuse
- Pierre Doris : le patron de "La Nouvelle Eve"
- Albert de Médina (au générique Médina) : un policier
- Robert Rollis : un journaliste au tribunal
- Gabrielle Fontan : la concierge

## Autour du film
- Ce film tourné en noir et blanc, sans grande prétention, décrit assez simplement le climat des nuits parisiennes durant la période des années 1950 : ses cabarets, ses bars, dans le cadre d'un Paris interlope avec une pègre locale qui tentait, coûte que coûte, d'imposer sa loi dans ce microcosme parisien. La scène finale, à laquelle une des deux affiches officielles du film[1] se réfère, est assez violente et se démarque nettement du reste du film.

- Un roman éponyme, a été publié la même année aux éditions du Fleuve noir sous la signature du metteur en scène André Berthomieu. Il s’agit en fait d’une novélisation du scénario du film sorti en salle en juin 1958, l'auteur étant en fait l'écrivain Frédéric Dard[2].

- Pendant la course poursuite en forêt on entend le thème de "La Chasse du jeune Henri" ouverture composée par Étienne Nicolas Méhul en 1802.

- Philippe Nicaud, l'acteur principal, s'est marié l'année du tournage du film (1957).

- L'actrice Maria Mauban a remplacé l'actrice Barbara Laage, prévue par la production pour le rôle de Dora[3].

- L'actrice Rosy Varte, alors peu connue du public, joue le rôle d'une prostituée dénommée Marguerite Clitopoulos, patronyme dû à la verve du dialoguiste du film, Frédéric Dard, coutumier de ce genre de plaisanterie dans ses romans de la série policière San Antonio, où l'on peut découvrir les personnages aux noms très spéciaux basés sur des jeux de mots salaces[4].

- Un autre film a été tourné la même année dans ce même quartier de Pigalle, il s'agit du film de Léo Joannon, dénommé Le Désert de Pigalle qui évoque également les bars et le milieu du gangstérisme.